# Hypnotized (chanson de Purple Disco Machine et Sophie and the Giants)
Pour les articles homonymes, voir Hypnotized.
Singles par Purple Disco Machine
In My Arms
(2020) Exotica
(2020)
Singles par Sophie and the Giants
Runaway
(2019) Right Now
(2021)
Clip vidéo
[vidéo] « Hypnotized », sur YouTube
Hypnotized est une chanson du disc jockey allemand Purple Disco Machine et du groupe britannique Sophie and the Giants. Elle est sortie le 8 avril 2020 sous les labels Sweat It Out! et Columbia Records en tant que premier single du deuxième album studio de Purple Disco Machine, Exotica,,.

## Composition
Hypnotized est une chanson nu-disco, inspirée de l'italo-disco, composée en si mineur avec un tempo de 108 battements par minute.

## Sortie et promotion
Le 8 avril 2020, Hypnotized sort en single. À la suite de la sortie de la chanson, Purple Disco Machine annonce que son deuxième album sortira en 2021. Et devient rapidement un succès en Italie, avant de trouver également le succès dans d'autres pays.
Dans une interview pour ReveNews, Purple Disco Machine parle du succès qu'a rencontré la chanson en Italie : « On ne s'attendait jamais à tout ce succès, surtout en Italie. J'ai beaucoup réfléchi à la raison pour laquelle le single a eu tous ces retours dans ce pays. Nous savions que la chanson était spéciale lorsque nous avons commencé à travailler dessus l'été dernier. Alors que nous terminions la version instrumentale de la maquette, je pensais que Sophie était la bonne personne pour chanter dessus. Nous avons décidé de le sortir en single, mais je ne m'attendais pas à un tel retour. Je pense qu'ils l'aiment peut-être parce que la chanson a un son italo-disco que les Italiens aiment encore beaucoup. Ou peut-être parce que — en raison de la pandémie — cela a aidé les gens dans cette période difficile. Les gens ont besoin d'entendre quelque chose de positif, avec des  ondes joyeuses »,.

## Clip vidéo
Le clip vidéo de la chanson, réalisé par Mary Rozzi, est sorti le 7 août 2020. Réalisé en confinement pendant la pandémie de Covid-19, c'est le premier clip de Purple Disco Machine et Sophie and the Giants dans une ambiance d'effets visuels rétro inspirée des années 1980,. 
À propos de la réalisation du clip, son réalisateur explique : « J'ai adoré entrer dans un espace hypnotique d'effets visuels avec ces deux artistes incroyables. Cette production était une soirée dansante mondiale, un tournage multi-processus, capturé à distance et assemblé via des arrêts aux stands à Dresde, Berlin, Londres, Sheffield et Los Angeles. Notre style de copier-coller a permis une tonne d'improvisation et d'expérimentation et nous nous sommes éclatés ».

## Accueil commercial
La chanson obtient le succès commercial, notamment en Italie, où Hypnotized atteint la 2e place du classement national et a été certifié double disque de platine par la FIMI, et en Pologne où elle atteint la 1re place du classement ZPAV en novembre 2020. Elle se classe en outre dans les top 20 en Allemagne, en Lituanie et en Slovénie.
En France, Hypnotized se classe à la 73e place du Top Singles & Titres et dans le top 10 du Top Ventes atteignant la 7e place.

## Crédits
Crédits provenant de Tidal.
- Purple Disco Machine (Tino Schmidt) – interprète associé, écriture, composition
- Sophie and the Giants – interprète associé
- Sophie Scott – interprète associé, écriture, composition, voix
- Michael Kintish – écriture, composition
- Matthew R. Johnson – écriture, composition

## Liste des pistes
| 1. | Hypnotized | 3:15 |

| 1. | Hypnotized (Roosevelt Remix)          | 3:51 |
| 2. | Hypnotized (Roosevelt Extended Remix) | 5:18 |
| 3. | Hypnotized (Extended Mix)             | 5:46 |

| 1. | Hypnotized (Extended Mix)    | 5:46 |
| 2. | Hypnotized (Roosevelt Remix) | 3:51 |
| 3. | Hypnotized (Loods Remix)     | 5:09 |

## Classements et certifications
| Classement (2020–21)                    | Meilleure position |
| --------------------------------------- | ------------------ |
| Allemagne (GfK Entertainment)           | 11                 |
| Allemagne (GfK Top 20 Dance)            | 5                  |
| Australie (ARIA Club Tracks)            | 23                 |
| Autriche (Ö3 Austria Top 40)            | 23                 |
| Belgique (Flandre Ultratop 50 Singles)  | 9                  |
| Belgique (Flandre Ultratop 50 Dance)    | 1                  |
| Belgique (Wallonie Ultratip 50)         | 5                  |
| Belgique (Wallonie Ultratop 50 Airplay) | 43                 |
| Belgique (Wallonie Ultratop 50 Dance)   | 5                  |
| CEI (Tophit)                            | 70                 |
| Croatie (HRT)                           | 12                 |
| Équateur (Monitor Latino Anglo)         | 9                  |
| Europe (Euro Digital Songs)             | 7                  |
| France (SNEP)                           | 61                 |
| France (SNEP Radio)                     | 7                  |
| France (SNEP Ventes)                    | 7                  |
| Global Excl. U.S. (Billboard)           | 121                |
| Hongrie (Rádiós Top 40)                 | 2                  |
| Hongrie (Dance Top 40)                  | 8                  |
| Hongrie (Single Top 40)                 | 6                  |
| Italie (FIMI)                           | 2                  |
| Italie (Dance & Electronic)             | 1                  |
| Lituanie (AGATA)                        | 14                 |
| Nouvelle-Zélande (RMNZ Hot Singles)     | 40                 |
| Pays-Bas (Nederlandse Top 40)           | 7                  |
| Pays-Bas (Single Top 100)               | 31                 |
| Pérou (Monitor Latino Anglo)            | 4                  |
| Pologne (ZPAV)                          | 1                  |
| Roumanie (Airplay 100)                  | 62                 |
| Serbie (Radiomonitor)                   | 4                  |
| Slovaquie (IFPI Rádio)                  | 5                  |
| Slovaquie (IFPI Singles Digitál)        | 40                 |
| Slovénie (SloTop50)                     | 2                  |
| Suisse (Schweizer Hitparade)            | 18                 |
| Suisse (Charts Romandie)                | 10                 |
| Tchéquie (IFPI Rádio)                   | 4                  |

| Classement (2020)                  | Position |
| ---------------------------------- | -------- |
| Allemagne (GfK Entertainment)      | 78       |
| Autriche (Ö3 Austria Top 40)       | 55       |
| Belgique (Flandre Ultratop Dance)  | 11       |
| Belgique (Wallonie Ultratop Dance) | 30       |
| Italie (FIMI)                      | 7        |
| Pologne (ZPAV)                     | 32       |

### Certifications
| Pays                                                                       | Certification | Ventes certifiées |
| -------------------------------------------------------------------------- | ------------- | ----------------- |
| Allemagne (BVMI)                                                           | Or            | 200 000‡          |
| Autriche (IFPI Autriche)                                                   | Or            | 15 000‡           |
| Italie (FIMI)                                                              | 3 × Platine   | 210 000‡          |
| Pologne (ZPAV)                                                             | Platine       | 20 000‡           |
| Suisse (IFPI Suisse)                                                       | Platine       | 20 000‡           |
| xNon précisé par la certification ‡ventes/streaming selon la certification |               |                   |

## Historique de sortie
| Région    | Date            | Format                                 | Version           | Label(s)      | Réf.   |
| --------- | --------------- | -------------------------------------- | ----------------- | ------------- | ------ |
| Divers    | 8 avril 2020    | - Téléchargement - streaming           | Originale         | Columbia      | [ 2 ]  |
| Australie | 8 avril 2020    | - Téléchargement - streaming           | Originale         | Sweat It Out! | [ 57 ] |
| Italie    | 8 mai 2020      | Diffusion radio (succès contemporains) | Originale         | Sony          | [ 58 ] |
| Divers    | 22 mai 2020     | - Téléchargement - streaming           | Roosevelt Remixes | Columbia      | [ 2 ]  |
| Divers    | 29 mai 2020     | - Téléchargement - streaming           | Loods Remixes     | Columbia      | [ 2 ]  |
| Australie | 20 juillet 2020 | Maxi 45 tours                          | Originale         | Sweat It Out! | [ 12 ] |
| Divers    | 14 août 2020    | - Téléchargement - streaming           | Club Dub Mix      | Columbia      | [ 2 ]  |
| Divers    | 6 novembre 2020 | - Téléchargement - streaming           | Acoustique        | Columbia      | [ 2 ]  |